# Axel Hansen
Axel Hornemann Hansen (13 de outubro de 1899 — 28 de janeiro de 1933) foi um ciclista de pista dinamarquês, natural da França.
Hansen foi um dos atletas que representou a Dinamarca nos Jogos Olímpicos de 1920, em Antuérpia, onde competiu na prova de velocidade e no tandem.